# قلمرو هیزن

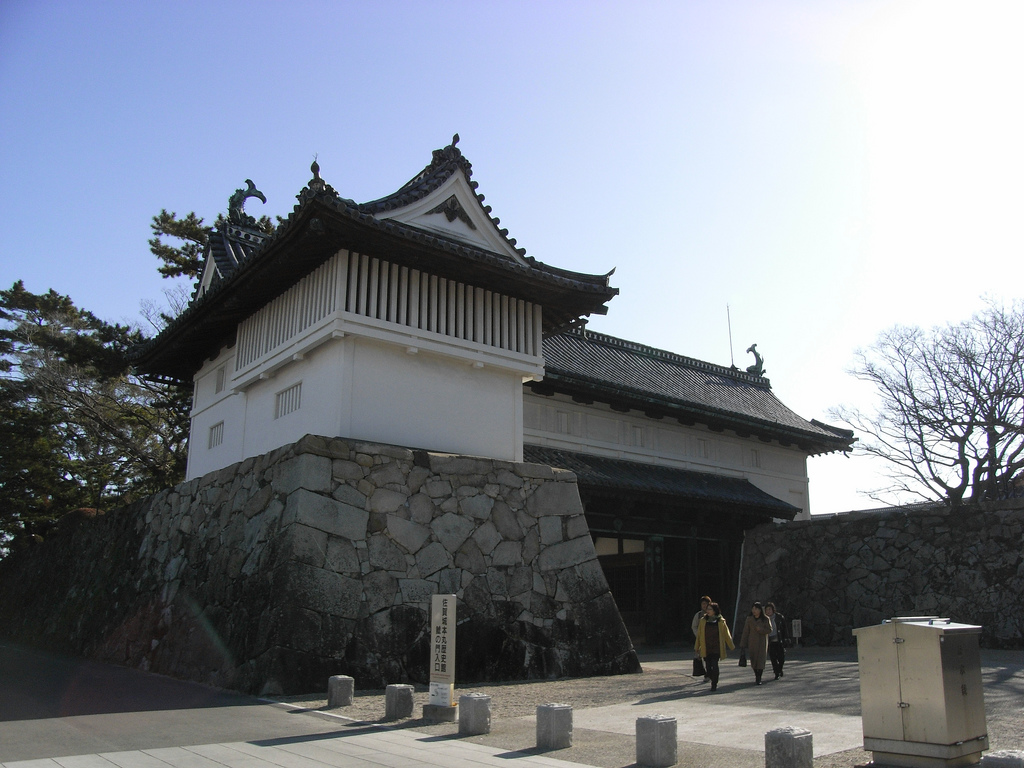
قلعه ساگا

قلمروی ساگا (به ژاپنی: 佐賀藩 Saga-han) یا قلمروی هیزن یک هان (ژاپن) در دوره ادو بود. این هان با ولایت هیزن قبل از دوره ادو و استان ساگا امروزی در جزیره کیوشو مطابقت دارد. اولین دایمیوی این قلمرو نابه‌شیما کاتسوشیگه بود.